# 小行星5472
小行星5472（英語：5472）是一颗围绕太阳公转的小行星。1988年9月13日，上田清二、金田宏在钏路市发现了此天体。
这颗小行星的绝对星等为325.01878等。